# Kichi Zibi Mikan
Le Kichi Zībī Mīkan, ( / ˈk ɪ tʃ iː z iː b iː ˈ m iː k ʌ n / prononcé ki-chi zibi MEE-kan)  anciennement la promenade Sir John A. Macdonald, et auparavant la promenade de la rivière des Outaouais, est une promenade panoramique à quatre voies le long de la rivière des Outaouais à Ottawa, en Ontario, au Canada. Elle s'étend de l'avenue Carling, près de l'avenue Connaught, jusqu'à la rue Booth, au Musée canadien de la guerre et au Monument national de l'Holocauste. La promenade est entretenue par la Commission de la capitale nationale (CCN). La limite de vitesse est 60 km/h (37 mi/h). Les vélos sont autorisés sur la route et sur un sentier récréatif parallèle le long de la promenade.
En plus d'être une route panoramique, le Kichi Zībī Mīkan sert d'artère de transport pour les résidents de l'ouest de la ville qui travaillent dans le centre-ville, en particulier les employés du gouvernement qui travaillent dans le complexe de bureaux du Pré Tunney et dans d'autres zones. Il est également utilisé par les réseaux de transport en commun d'Ottawa et de Gatineau pour les autobus express.

## Description de la route
La promenade commence par des rampes d'accès et de sortie depuis l'avenue Carling. L'échangeur est également le site de la station du Transitway Lincoln Fields , avec des voies d'accès pour les bus d'OC Transpo. La promenade continue vers le nord, passe sous le chemin Richmond, puis tourne vers l'est le long de la rivière des Outaouais. La promenade longe le rivage, les deux directions étant séparées par un terre-plein en herbe. La zone le long de la rivière est en grande partie déboisée, ce qui permet d'avoir une vue sur la rivière et la rive opposée. La zone au sud est partiellement boisée, séparant la route des zones résidentielles au sud.
Le belvédère panoramique des rapides Deschênes est situé à  environ 1 kilomètre (1 094 yd) du début de la promenade. Des allées relient les deux directions de la promenade à la zone, qui dispose d'un petit parking et d'aires de pique-nique. La route rejoint l'avenue Woodroffe à quelques centaines de mètres à l'est. La circulation de l'avenue Woodroffe en direction nord rejoint les voies en direction est de la promenade, tandis que la circulation des deux directions de la promenade est autorisée sur Woodroffe en direction sud.
La route continue vers l'est le long de la rive de la rivière jusqu'à une intersection signalée avec le Transitway d'OC Transpo., La chaussée est ensuite réservée à l'usage exclusif des véhicules non commerciaux et des vélos en direction de l'est. La promenade longe la rive du fleuve vers le nord, tandis que le Transitway bifurque vers l'est le long d'une ancienne emprise ferroviaire.
Le point d'intérêt suivant sur la promenade est le belvédère et la plage de Kitchissipi, connue également sous le nom de Westboro Beach. La promenade passe au-dessus d'un passage d'accès pour les piétons arrivant de la zone résidentielle à l'est, avec une intersection vers le parking de la plage. La plage est dotée d'un pavillon donnant sur la rivière et la plage, qui dispose de vestiaires et d'une terrasse de restaurant.

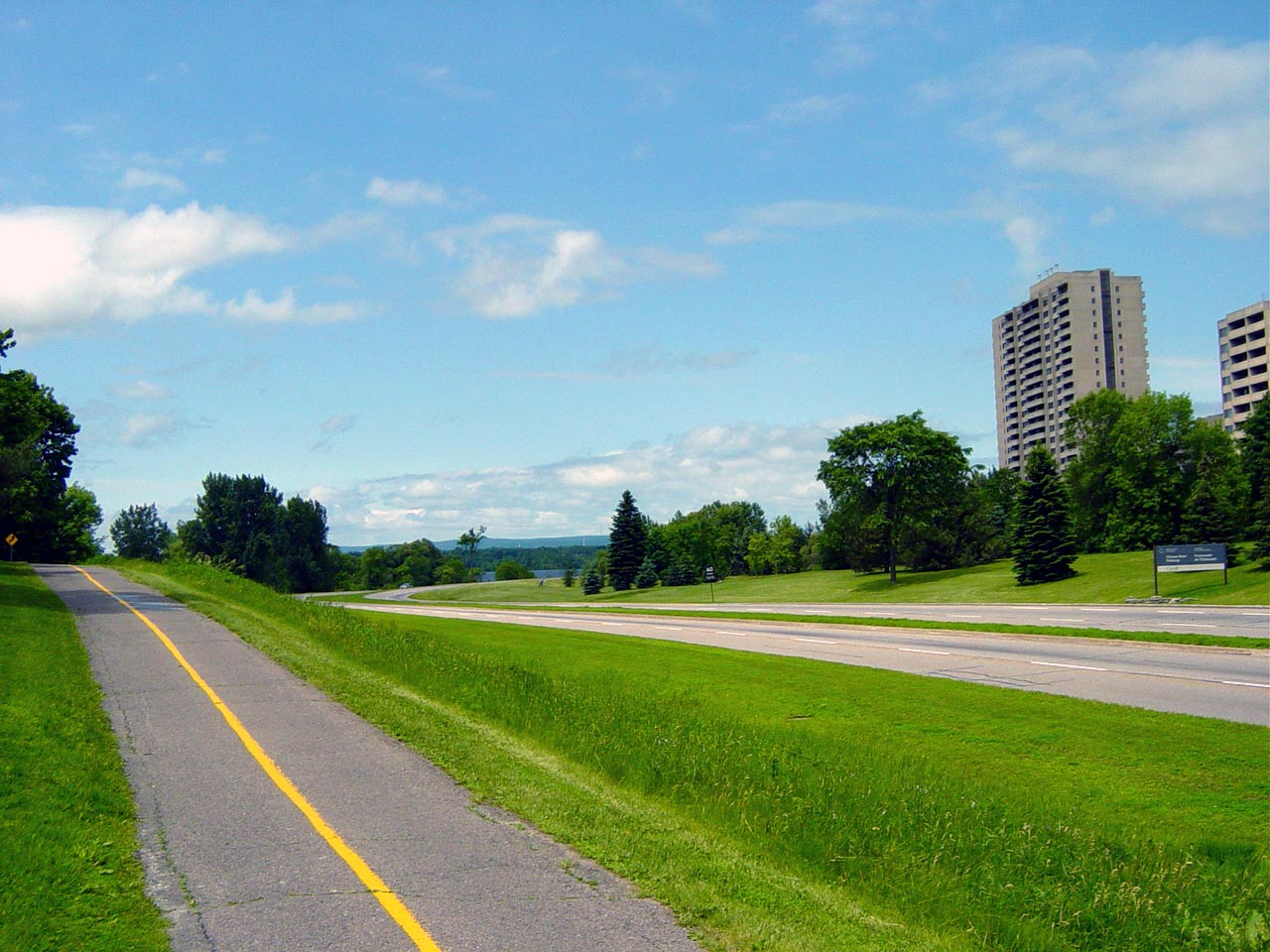
Piste cyclable en bordure de la promenade.

La promenade tourne vers l'est et continue jusqu'à une grande intersection avec la promenade Island Park. Island Park est reliée à Gatineau au nord par une série de ponts et un parc au-dessus de la rivière des Outaouais. Les feux de circulation de l'intersection sont contrôlés pour fournir des signaux de virage. Juste à l'est de l'intersection se trouve un autre parc et un belvédère, doté d'allées menant à un parking près de la rivière.
La promenade continue vers l'est jusqu'à une intersection signalée pour accéder au campus du gouvernement fédéral du pré Tunney. Une voie de virage supplémentaire est prévue pour accéder au grand stationnement du campus. Plus à l'est, la promenade passe au-dessus de l'avenue Parkdale, avec des rampes d'accès et de sortie entre Parkdale et la promenade. Une intersection signalisée est prévue à l'est permettant d'accéder au quartier Mechanicsville au sud et à l'île Lemieux et à son parc et sa station de filtration au nord, le long d'une route sans nom. L'accès à la promenade et à cette intersection n'est autorisé qu'en dehors des heures de pointe.
La promenade continue vers l'est le long de la rive de la baie Nepean et des plaines LeBreton. La promenade se termine à Vimy Place, qui est la route qui contourne les plaines LeBreton pour se rendre au Musée de la guerre. À l'est du parc MacDonald, à la Place Vimy, se trouve le début de la rue Wellington, qui appartient à la Ville d'Ottawa. 
Utilisation par les bus
Le  Kichi Zībī Mīkan est fermé à la circulation commerciale, la majorité des véhicules sont donc des voitures particulières. De la station Lincoln Fields à la station Dominion, elle partage le trafic avec le réseau d'autobus rapides Transitway, ainsi qu'avec les autobus de la STO en provenance de Gatineau (entre le pré Tunney et le pont Champlain ).
Fermetures du dimanche d'été
Les dimanches pendant les mois d'été (de la fête de la Reine à la fête du Travail), les voies en direction ouest de la promenade sont fermées aux véhicules à moteur et ouvertes à la circulation piétonne et cycliste de 8 h à midi.
Sentier d'hiver
En 2016, la CCN a approuvé une proposition visant à transformer le sentier récréatif parallèle en un sentier hivernal à usage mixte pour le ski de fond, la marche, la raquette et le vélo. Le sentier a connu un succès immédiat et a depuis été élargi pour couvrir une distance de 16 kilomètres (10 mi) s'étendant du Musée canadien de la guerre jusqu'à la plage Westboro. Le sentier d'hiver en est maintenant à sa quatrième saison et est géré conjointement par le dameur (Dave Adams) et le centre de loisirs de Dovercourt.

## Histoire
La promenade River Parkway a été proposée pour la première fois dans le cadre des plans Greber pour Ottawa dans les années 1940. La promenade a été construite en achetant d'anciens terrains ferroviaires et en achetant des maisons privées le long de la rive. La promenade a été conçue comme une route panoramique, où les véhicules commerciaux sont interdits. Au moment de sa construction, l'avenue Carling faisait partie de l'autoroute 17 de l'Ontario et la promenade offrait une route alternative et pittoresque vers l'enceinte parlementaire. Lorsque l'autoroute Queensway a été construite, la River Parkway n'a pas été prolongée jusqu'à la Queensway, et l'accès depuis la Queensway est indiqué à partir de l'échangeur de Richmond Road.
L’agrandissement du pont d’Island Park est devenu un enjeu majeur au cours des années 1990. La Commission de la capitale nationale a proposé la construction d'un échangeur entièrement séparé du River Parkway, accompagné d'une augmentation majeure de la capacité du pont sur la rivière. Une opposition organisée à Ottawa a conduit la CCN à réduire ce plan. Le pont est à trois voies, la direction de la voie du milieu étant inversée à différentes heures de la journée. La CCN a également construit une intersection signalisée à Tunney's Pasture à l'époque.
La construction du nouveau Musée canadien de la guerre sur la rue Booth a été réalisée en conjonction avec le réaménagement d'une section de la promenade River dans le secteur. Le tracé original de la promenade River était parallèle à la rive du fleuve, contournant la zone des plaines Lebreton, passant par-dessus la rue Booth sur un viaduc et se terminant à l'intersection du pont Portage. Le Musée de la guerre occupe désormais l'emplacement au bord de la rivière de l'ancienne promenade. Le nouveau tracé se connecte juste au sud-ouest de l'intersection du pont Portage, le long d'un itinéraire de plusieurs centaines de mètres vers le sud, passant par Lebreton Flats et croisant les rues du secteur aux intersections signalisées. L'intersection avec Booth Street interdit les virages de Booth Street vers la promenade River.
En 2015, la Ville d'Ottawa a conclu une entente avec la CCN pour faire passer le train léger sous une promenade Sir John A. Macdonald reconstruite et réalignée, de ce qui sera la station Dominion à la station Cleary (d'est en ouest, à peu près entre l'avenue Churchill et l'avenue Cleary actuelles). 

### Débat sur le nom
En 2012, la promenade de la rivière des Outaouais a été renommée en l'honneur du premier premier ministre du Canada, John A. Macdonald. Le ministre des Affaires étrangères John Baird, député d’Ottawa-Ouest-Nepean, a annoncé le changement le 15 août 2012. Le changement de nom fait suite à une campagne populaire menée par l'auteur et historien Bob Plamondon et le futur maire Mark Sutcliffe. Cela faisait partie d’un processus entrepris par le gouvernement de Stephen Harper visant à renommer des sites de la région de la capitale nationale en l’honneur d’anciens membres éminents des partis conservateur et progressiste-conservateur du Canada. Le 11 janvier 2012, l'ancienne Banque de Montréal située rue Wellington a également été renommée Édifice Sir John A. Macdonald. 
Le changement de nom n’a cependant pas été sans controverse. En juin 2021, après la découverte d'un grand nombre de tombes potentielles non marquées au pensionnat indien de Kamloops, les conseillers municipaux Catherine McKenney, Jeff Leiper et Theresa Kavanagh ont écrit au gouvernement fédéral pour lui demander de retirer le nom de Macdonald de la promenade et de trouver un nouveau nom basé sur des consultations avec les Premières Nations locales. La promenade est située sur les terres traditionnelles des peuples algonquins. 
Le 19 janvier 2023, le conseil d'administration de la CCN a voté « pour renommer la promenade Sir John A. Macdonald sur la base d'un exercice de dénomination et de mobilisation des Autochtones… aligné sur les principes de la nouvelle politique de toponymie de la CCN », qui doit être conclu d'ici le quatrième trimestre de 2023. Le 22 juin 2023, la CCN a officiellement renommé la promenade Kichi Zibi Mikan, ce qui signifie « chemin de la Grande Rivière » ou « sentier de la rivière des Outaouais » (en fait, une variante du nom précédent de la route). Une nouvelle signalisation a été dévoilée le 29 septembre 2023, la veille de la Journée nationale de la vérité et de la réconciliation. 

## Liste des sorties
La table ci-dessous liste des principales intersections le long de Kichi Zibi Mikan. La route est entièrement incluse dans la ville d'Ottawa. Toutes les sorties sont numérotées.
| 0                                        | 0.0  | Avenue Carling                          | |
| 1                                        | 0.62 | SW Transitway                           | Sortie réservée aux bus; sortie vers l'ouest et entrée vers l'est                                                  |
| 3                                        | 1.9  | Rapides Deschênes                       | Intersection d'accès au sentier longeant la rivière et au parking                                                  |
| 3                                        | 1.9  | Avenue Woodroffe, route d'Ottawa 15     | At-grade intersection without traffic lights; no westbound access                                                  |
| 5                                        | 3.1  | Transitway                              | Sortie réservée aux bus; sortie vers l'est et entrée vers l'ouest                                                  |
| 5                                        | 3.1  | Belvédère Kitchissipi                   | Intersection d'accès au sentier longeant la rivière, au parking et à la plage                                      |
| 6                                        | 3.7  | Promenade Island Park                   | Intersection avec des feux de circulation                                                                          |
| 6                                        | 3.7  | Accès au parc                           | Intersection d'accès au sentier longeant la rivière et au parking                                                  |
| 8                                        | 5.0  | Accès au pré Tunney/accès au parc       | Accès à la rue Goldenrod (pré Tunney) vers le sud, accès au sentier longeant la rivière et au parking vers le nord |
| 8                                        | 5.0  | Avenue Parkdale, route d'Ottawa Road 71 | Échangeur en trompette                                                                                             |
| 8                                        | 5.0  | Rue Slidell/ rue River(sans signe)      | Accès à l'île Lemieux vers le nord ; accès au parc Laroche, Mechanicsville, Hintonburg vers le sud                 |
| 9                                        | 5.6  | Place Vimy                              | Intersection au même niveau                                                                                        |
| 10                                       | 6.2  | Rue Booth                               | Début de la rue Wellington Street vers l'est                                                                       |
| 1.000 mi = 1.609 km; 1.000 km = 0.621 mi |      |                                         | |